# Parafia św. Stanisława Biskupa i Męczennika w Częstochowie
Parafia Świętego Stanisława Biskupa i Męczennika w Częstochowie – rzymskokatolicka parafia, położona w dekanacie Częstochowa – św. Antoniego z Padwy, archidiecezji częstochowskiej w Polsce, erygowana w 1980.

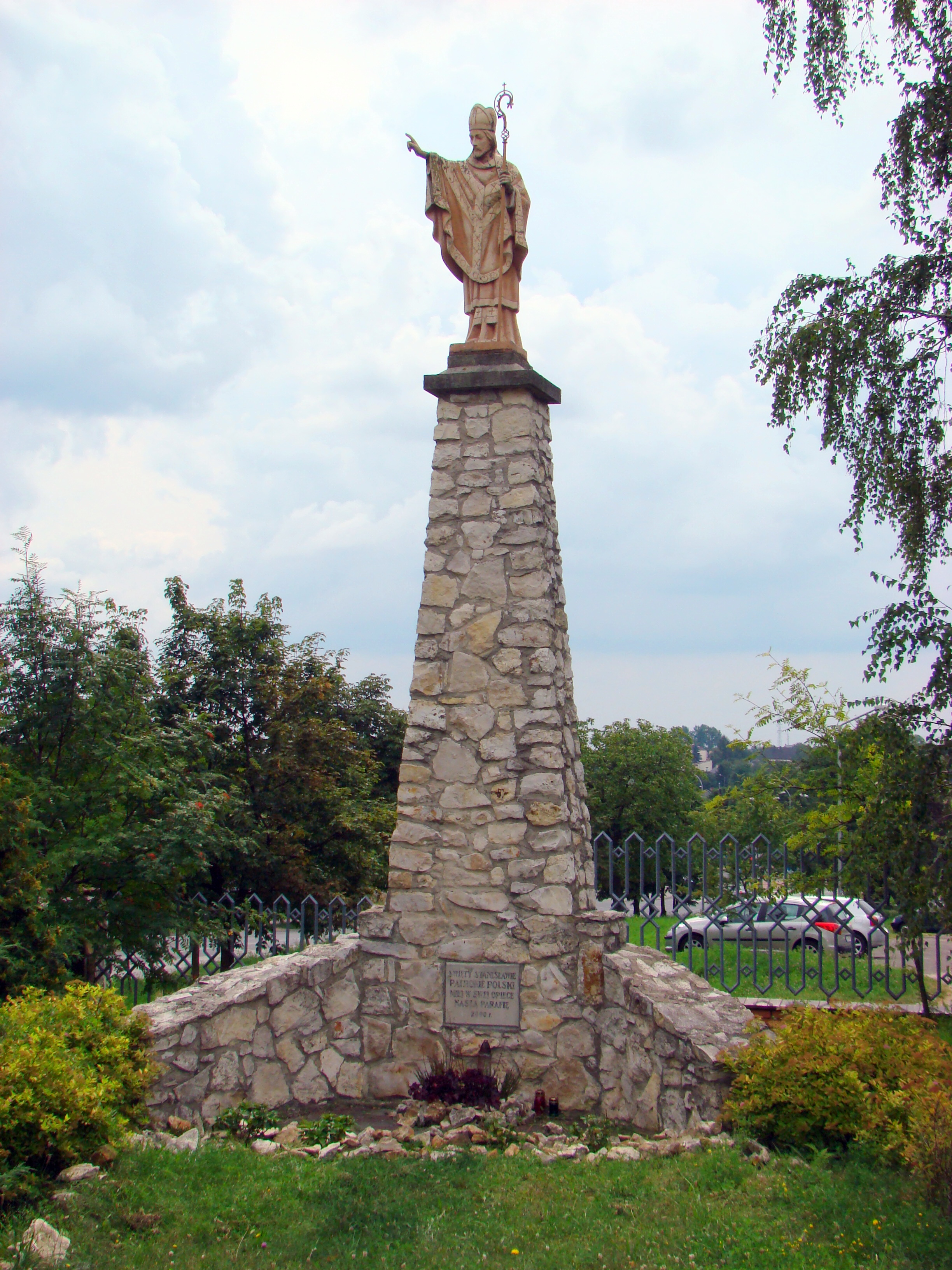
Figura Świętego Stanisława, patrona parafii